# Байрамич (вилает Балъкесир)
Вижте пояснителната страница за други значения на Байрамич.
Байрамич (на турски: Bayramiç) е село в Мала Азия, Турция, Вилает Балъкесир.

## История
В 19 век Байрамич е едно от селата на малоазийските българи.
Българското население на Байрамич се изселва в България през 1914 година.